# Colona kostermansiana
Colona kostermansiana là một loài thực vật có hoa trong họ Cẩm quỳ. Loài này được Wirawan mô tả khoa học đầu tiên năm 1965.